# Mimotrypanius samoanus
Mimotrypanius samoanus là một loài bọ cánh cứng trong họ Cerambycidae.